# Maitê Proença
Maitê Proença Gallo (São Paulo, 28 de janeiro de 1958) é uma atriz, apresentadora e escritora brasileira.

## Biografia

### Família e educação
Filha da professora Margot Proença e do Procurador de Justiça Augusto Carlos Eduardo da Rocha Monteiro Gallo, Proença nasceu em São Paulo, tendo sido criada em Campinas. A artista possui origem portuguesa, sendo seus dois avôs, tanto o materno quanto o paterno, portugueses. Aos cinco anos de idade, foi matriculada na Escola Americana de Campinas, que era destinada principalmente a filhos de norte-americanos residentes no Brasil, onde aprendeu a falar inglês fluentemente. Com uma criação extremamente rígida, tinha que passar a maior parte do tempo estudando, e o pai a proibia de ver televisão e de ter amigos.[carece de fontes?]
Aos doze anos de idade, Proença passou por uma grande tragédia: seu pai suspeitava que sua esposa mantinha um relacionamento extraconjugal e, enfurecido, assassinou a esposa com onze facadas. Ele não foi preso e acabou sendo absolvido em dois julgamentos; Proença foi testemunha de defesa do pai, o que facilitou o processo. Toda sua família materna ficou contra Proença, por ter ido a favor do pai no processo, e deixaram de manter contato com ela. Aos dezesseis, foi morar em Paris sozinha para terminar seus estudos, onde ficou grávida do namorado e decidiu abortar por ser muito nova.
De volta ao Brasil, Proença decidiu sair do pensionato luterano que morava, e pediu abrigo a um padre, passando a residir em um quarto nos fundos da igreja. Aos dezenove, prestou vestibular para várias faculdades, e chegou a iniciar o curso de graduação em Psicologia, na Pontifícia Universidade Católica de São Paulo (PUC-SP), que não concluiu. Optou por viajar para diversos países da Europa, África e Ásia. Também decidiu deixar o tratamento psicológico, mas sua depressão e ansiedade estavam fortes demais, e então se viciou em drogas e álcool, contando em entrevistas ter sido usuária de cigarros, cocaína, ayahuasca, chá de cogumelo e cannabis durante três anos. Mais tarde, afirmou que cessou o uso das drogas facilmente, declarando: "Larguei todas as drogas que usei sem qualquer sofrimento". Em 1989 seu pai se suicidou como uma arma de fogo e seu então irmão adotivo morreu por abuso de drogas messes depois.

## Carreira
Em 1979, Proença estreou como atriz de televisão na novela Dinheiro Vivo. Inicialmente, sua participação estender-se-ia somente a uma ponta de uma semana, porém sua personagem acabou ficando até o final da novela. No mesmo ano, já estava contratada pela Rede Globo e participaria da novela Coração Alado, mas sofreu um acidente de carro que afetou sua coluna, afastando-a de suas atividades por quase um ano. Foi convidada a viver sua primeira protagonista na novela As Três Marias, dividindo o título de mocinha com as experientes Nádia Lippi e Glória Pires. Para viver a personagem, foi obrigada a mudar-se de cidade, e pediu um alto salário, pago na época somente para atores do primeiro escalão. Acordo feito e Proença topou o desafio de protagonizar a novela, porém, segundo ela mesma dizia, o alto salário não pagava todas as críticas e pressões que sofria, fazendo-a odiar o trabalho de atriz. Chegou a pensar em abandonar a carreira, porém além de ter um contrato com a Globo, já possuía bastante mídia, havia estampado diversas capas de revistas e batido recordes de audiência, dando bastante lucro à empresa contratante, e foi desaconselhada a sair.
Em 1981, Proença foi convidada a participar da telenovela Jogo da Vida, sob direção de Roberto Talma, uma forte influência e principal responsável por fazê-la repensar na decisão de abandonar a carreira artística. Em 1982, encenou o espetáculo Mentiras Alucinantes de um Casal Feliz, tendo como parceiro de cena Armando Bógus. Em 1983, participou da novela Guerra dos Sexos, na pele de Juliana. Em seguida, transferiu-se para a Rede Manchete, onde protagonizou a minissérie A Marquesa de Santos. Em 1985, retornou à Globo e integrou o elenco da novela Um Sonho a Mais. Em 1986, recebeu convite para participar do remake de Selva de Pedra, porém recusou, alegando que a Manchete havia apresentado uma proposta melhor.[carece de fontes?] De fato, nesse ano, fez a interpretação da cortesã Dona Beija na novela homônima, um dos grandes sucessos da emissora que impulsionou sua carreira. Dona Beija foi a primeira novela a utilizar o recurso do banho na cachoeira, causando um certo escândalo na época e dando audiência. Proença protagonizou as primeiras cenas de nudez em uma novela do horário nobre no Brasil, as quais se tornariam ícones daquela produção: a cortesã tomando seus banhos em uma cachoeira.
A partir desse trabalho, após atuar na novela Corpo Santo, de 1987, Proença voltou para a Rede Globo e continuou a despontar sempre em papéis marcantes na dramaturgia nacional. Ainda nesse ano, trabalhou na novela Sassaricando, como a fotógrafa Camila, contracenando com o ator Edson Celulari, com quem dividiu os sets de filmagens dos longas Sexo Frágil e Brasa Adormecida; esse último lhe rendeu o Prêmio de Melhor Atriz do 2º Rio Cine Fest. Também encenou o espetáculo La Malasangre e protagonizou o filme A Dama do Cine Shanghai, ao lado de Antônio Fagundes, conquistando o Prêmio de Melhor Atriz no II Festival de Cinema de Natal e também no XV Festival dos Melhores do Ano do Cine Sesc. Depois, apresentou dois programas jornalísticos, o Programa de Domingo e Diálogo, ambos pela Manchete.[carece de fontes?] Em 1989, de volta à antiga casa, protagonizou a novela O Salvador da Pátria, fazendo par romântico com Lima Duarte. Também rodou os longas O Beijo e Kuarup,[carece de fontes?] além de encenar a peça Na Sauna. Nesse mesmo ano, outra tragédia na sua vida: seu pai cometeu suicídio.
Em 1996, Proença integrou o elenco fixo da série A Vida Como Ela É e, em 1997, rodou o curta Vox Populi, ganhando o Prêmio de Melhor Atriz no Festival de Salvador. Depois, em 1998, filmou os longas A Hora Mágica e Paixão Perdida, além de ter atuado na novela Torre de Babel, em um dos personagens centrais, novamente ao lado de Tony Ramos. Em 1999, interpretou a rainha da França, Ana da Bretanha, no seriado Os Três Mosqueteiros, da Globo, e foi ainda a protagonista de Tolerância. O filme gira em torno de um casal e o confronto que estabelecem entre seus sonhos, ideais, teorias e a realidade, passando por situações , como a de adultério, têm sua tolerância "esticada" e acabam por perceber que talvez sejam menos "civilizados" do que gostariam. Participou também do filme Bufo & Spallanzani e estrelou a novela Vila Madalena, ao lado de Cristiana Oliveira, Edson Celulari, Herson Capri e Marcos Winter.
Proença ainda dedicou mais tempo ao teatro. Em 2000, protagonizou o espetáculo Isabel, pelo qual foi bastante elogiada pela crítica,
 além de ter sido indicada à categoria de Melhor Atriz para o Prêmio Shell.[carece de fontes?] Em 2001, após uma participação especial na telenovela Estrela Guia como a hippie Kalinda, protagonizou Dona Yatá no filme A Selva, uma co-produção de Espanha, Portugal e Brasil protagonizada também por Cláudio Marzo e pelo ator português Diogo Morgado. Também participou do filme Viva Sapato!, na pele de uma cômica jornalista americana. Em 2002 assinou, pela primeira vez sozinha, uma produção de teatro, levando aos palcos o monólogo Buda.[carece de fontes?] Ainda atuou na comédia Com a Pulga Atrás da Orelha, como Madame Chandebise, uma divertida e desconfiada mulher que tenta tirar à prova a fidelidade do marido, e também encenou o espetáculo Paixão de Cristo, na Nova Jerusalém do sertão pernambucano, como Maria.
Em 2003, Proença estreou na revista Época com uma coluna de crônicas. Suas crônicas quinzenais conquistaram o público por seu estilo estilo franco, delicado e inteligente.[carece de fontes?] Simultaneamente, destacou-se na temporada daquele ano do seriado adolescente Malhação e também rodou o filme Jogo Subterrâneo. Em 2004, esteve presente no elenco de Da Cor do Pecado, na pele da cômica Verinha, uma mulher fútil, falida, mãe da antagonista principal da novela, Bárbara de Giovanna Antonelli. Continuou também a publicar suas crônicas para a revista Época e, no ano seguinte, lançou seu primeiro livro, Entre Ossos e a Escrita, que reuniu 50 crônicas publicadas na revista Época entre 2003 e 2004. Também em 2005 fez uma participação especial na telenovela A Lua me Disse, como a milionária Maria Regina. Nesse mesmo ano, ainda escreveu sua primeira peça, Achadas e Perdidas, que ficou em cartaz por três anos consecutivos.
A partir de 2006, Proença passou a integrar o time de apresentadoras do programa Saia Justa, do GNT, ao lado da jornalista Mônica Waldvogel, da atriz Betty Lago, da filósofa Márcia Tiburi e da cantora Ana Carolina. Em 2007 finalizou seu segundo livro, Uma Vida Inventada, que mistura ficção a fatos reais num jogo de pistas falsas proposital; lançado em 2008, o livro obteve grande sucesso, ficando em primeiro lugar no ranking da revista Veja, além de permanecer inúmeras semanas entre os dez mais vendidos na categoria Ficção. Também escreveu a peça As Meninas, em parceria com Luiz Carlos Góes, que estrearia somente em 2009.
Em 2008, Proença viajou para Bali, na Indonésia, para gravar as primeiras cenas de Três Irmãs, novela que marca seu retorno à TV depois de dois anos sem atuar nos folhetins globais. Em seguida, estreou o filme Onde Andará Dulce Veiga?, no papel da protagonista Dulce Veiga, cantora e atriz que após um período de sucesso desaparece misteriosamente nos anos de 1960. Juntamente com Irene Ravache gravou o audiobook de Uma Vida Inventada, lançado em agosto na Bienal do Livro de São Paulo.[carece de fontes?] Em setembro daquele ano, em Ibitipoca, Minas Gerais, numa fazenda de amigos, sofreu um acidente ao cair de um cavalo, machucando o pescoço e a coluna; ainda assim, continuou gravando Três Irmãs e o programa Saia Justa, narrando ainda o programa Belezas Francesas, além de telebiografias sobre Maria Callas, Brigitte Bardot e Sophia Loren para o canal GNT.[carece de fontes?] Também participou de um sketch dos comediantes portugueses Gato Fedorento, no qual tentava imitar a pronúncia europeia da língua.
Em 2009, Proença produziu, além de envolver-se também na assistência de direção, a peça As Meninas.[carece de fontes?] Posteriormente, em junho, foi convidada pela autora Glória Perez para participar da novela Caminho das Índias, no papel de Nanda, uma mulher rica que sofre um golpe. Em 2010, foi demitida do Saia Justa, e passou a integrar o elenco da telenovela Passione, da Globo, no papel de Stella, uma mulher rica, mãe zelosa, infeliz com o casamento. Enquanto seu marido dá mais atenção à empresa da família e ao trabalho por ser um importante executivo, ela o trai com rapazes mais jovens. Em 2012, interpretou a Sinházinha em Gabriela.
Proença foi capa de revistas masculinas, como a edição brasileira da revista Playboy. Foi uma das raras mulheres a ganhar um suplemento especial na revista. Em fevereiro de 1987, após tantas recusas de convites para posar nua, finalmente aceitou posar para a lente do fotógrafo J.R. Duran, tornando-se um dos maiores símbolos sexuais do Brasil. A edição vendeu 630 mil exemplares, o maior número de vendas no mercado editorial até então. Posaria uma segunda vez, em 1996, aos 38 anos, na paisagem da Sicília, e reconfirmaria o sucesso; desta vez, a revista alcançou a marca dos 720 mil exemplares vendidos.
Em 2015, Proença estreou na novela Alto Astral como Kitty. Em 2016, entrou para novela das 23h, Liberdade Liberdade Após muitos anos de contrato fixo com a Rede Globo e fazendo parte do primeiro time da emissora, fãs são surpreendidos com a demissão da atriz em 2016, o que foi muito noticiado em sites e revistas. A atriz ficou revoltada com a emissora, na qual dedicou toda sua vida profissional.

## Filmografia

### Televisão
| Ano       | Título                    | Personagem                           | Notas                                 |
| --------- | ------------------------- | ------------------------------------ | ------------------------------------- |
| 1979      | Dinheiro Vivo             | Joana                                |                                       |
| 1980      | As Três Marias            | Maria da Glória (Glória)             |                                       |
| 1981      | Jogo da Vida              | Carla Barros                         |                                       |
| 1982      | Sítio do Picapau Amarelo  | Bela                                 | Episódio: "A Bela e a Fera"           |
| 1982      | Elas por Elas             | Yeda (em seu sonho)                  | Episódio: "12 de setembro"            |
| 1983      | Quarta Nobre              | Eliana                               | Episódio: "Mandrake"                  |
| 1983      | Vídeo Show                | Apresentadora                        |                                       |
| 1983      | Guerra dos Sexos          | Juliana de Alcântara Pereira Barreto |                                       |
| 1984      | Marquesa de Santos        | Domitila de Castro Canto e Melo      |                                       |
| 1985      | Um Sonho a Mais           | Valéria Moura Góes                   |                                       |
| 1986      | Dona Beija                | Ana Jacinta de São José (Dona Beija) |                                       |
| 1987      | Corpo Santo               | Adriana Ferreira                     |                                       |
| 1987      | Sassaricando              | Camila Abdalla Varella               |                                       |
| 1987–1989 | Programa de Domingo       | Apresentadora                        |                                       |
| 1989      | O Salvador da Pátria      | Clotilde Ribeiro                     |                                       |
| 1991      | O Sorriso do Lagarto      | Ana Clara                            |                                       |
| 1991      | Felicidade                | Helena Sousa Peixoto                 |                                       |
| 1993      | Contos de Verão           | Pâmela Jordão                        |                                       |
| 1993      | Você Decide               | Helena                               | Episódio: "Máscara Negra"             |
| 1994      | Você Decide               | A Viúva                              | Episódio: "A Viúva Negra"             |
| 1994      | Você Decide               | Laureta                              | Episódio: "O Fã"                      |
| 1994      | Confissões de Adolescente | Vivian                               | Episódio: "Bárbara Vai a Luta"        |
| 1995      | Cara & Coroa              | Heloísa Souto Brandão                |                                       |
| 1996      | A Vida Como Ela É         | Várias personagens                   |                                       |
| 1997      | Sai de Baixo              | Patrícia Renta                       | Episódio: "Bonitinho, Mais Ordinário" |
| 1998      | Torre de Babel            | Clara Simões                         |                                       |
| 1999      | Mulher                    | Helena                               | Episódio: "Perdas e Danos"            |
| 1999      | Vila Madalena             | Eugênia Junqueira                    |                                       |
| 2001      | Estrela-Guia              | Kalinda Hanumam                      | Episódio: "12 de março"               |
| 2002      | Brava Gente               | Betina                               | Episódio: "O Enterro da Cafetina"     |
| 2003      | Malhação                  | Daniela Correia Amorim               | Temporada 10                          |
| 2004      | Da Cor do Pecado          | Vera Campos Sodré (Verinha)          |                                       |
| 2005      | A Lua Me Disse            | Maria Regina de Sá Marques           | Episódios: "18–30 de abril"           |
| 2006      | A Diarista                | Regiana                              | Episódio: "Saia Injusta"              |
| 2006–2010 | Saia Justa                | Apresentadora                        |                                       |
| 2008      | Três Irmãs                | Walquíria Pascolli                   |                                       |
| 2008      | Faça Sua História         | Bebete                               | Episódio: "O Califa de Copacabana"    |
| 2009      | Caminho das Índias        | Fernanda Estavanato (Nanda)          |                                       |
| 2010      | Passione                  | Stella Gouveia                       |                                       |
| 2012      | Gabriela                  | Sinhazinha Guedes Mendonça           |                                       |
| 2012      | Guerra dos Sexos          | Madonna                              | Episódios: "27–30 de outubro"         |
| 2014–2015 | Extra Ordinários          | Apresentadora                        |                                       |
| 2015      | Alto Astral               | Kitty Santana                        |                                       |
| 2016      | Tá no Ar: a TV na TV      | Helena Sousa Peixoto                 | Episódio: "2 de fevereiro"            |
| 2016      | Liberdade Liberdade       | Dionísia Raposo Viegas Manttini      |                                       |
| 2017      | Me Chama de Bruna         | Miranda                              | Temporada 2                           |
| 2024      | Bom Dia, Verônica         | Diana                                | Temporada 3                           |

### Cinema
| Ano  | Título                              | Personagem         | Notas          |
| ---- | ----------------------------------- | ------------------ | -------------- |
| 1979 | O Eterno Adeus                      |                    |                |
| 1980 | Prova de Fogo                       | Sandra             |                |
| 1983 | História Passional                  |                    |                |
| 1986 | Sexo Frágil                         | Ana                |                |
| 1987 | Brasa Adormecida                    | Bebel              |                |
| 1988 | A Dama do Cine Shanghai             | Suzana             |                |
| 1989 | Kuarup                              | Maureen            |                |
| 1989 | Solidão, uma Linda História de Amor |                    |                |
| 1990 | Beijo 2348/72                       | Catarina           |                |
| 1995 | 16060                               | Eleanor            |                |
| 1998 | Vox Populi                          |                    | Curta-metragem |
| 1998 | A Hora Mágica                       | Susana/Lyla        |                |
| 1998 | Paixão Perdida                      | Anna Rondi         |                |
| 2000 | Tolerância                          | Márcia             |                |
| 2001 | Bufo & Spallanzani                  | Delfina Delamare   |                |
| 2001 | A Partilha                          | Ela mesma          |                |
| 2001 | Atlantis - O Reino Perdido          | Helga              | Dublagem       |
| 2002 | A Selva                             | Dona Yayá          |                |
| 2004 | Viva Sapato!                        | Caroline           |                |
| 2005 | Jogo Subterrâneo                    | Mercedes           |                |
| 2005 | Sal de Prata                        | Estrela de Cinema  |                |
| 2007 | Barros                              | Rafaela Dantas     | Curta-metragem |
| 2008 | Onde Andará Dulce Veiga?            | Dulce Veiga        |                |
| 2010 | Elvis & Madona                      | Soraya             |                |
| 2012 | Primeiro Dia de um Ano Qualquer     | Consuelo Castilhos |                |
| 2015 | A Natureza está Falando             | Água               | Dublagem       |
| 2016 | Meu Amigo Hindu                     | Débora             |                |
| 2017 | Sinopse                             |                    | Curta-metragem |
| 2019 | Bio - Construindo uma Vida          | Médica             |                |

### Internet
| Ano           | Título                 | Personagem/Cargo | Plataforma                           |
| ------------- | ---------------------- | ---------------- | ------------------------------------ |
| 2013          | Maitêndo Fundo         | Ela Mesma        | Curta para o canal Porta dos Fundos) |
| 2016          | A Lenda do Mão de Luva | Dionísia         | Websérie do Gshow                    |
| 2019-presente | Canal da Maitê         | Apresentadora    | YouTube                              |

## Teatro
| Ano     | Título                                 | Personagem        |
| ------- | -------------------------------------- | ----------------- |
| 1982    | Mentiras Alucinantes de Um Casal Feliz |                   |
| 1988    | As Guerreiras do Amor                  |                   |
| 1988    | La Malasangre                          |                   |
| 1989    | Na Sauna                               |                   |
| 1994    | História de Nova York - Dorothy Parker |                   |
| 1994–95 | Confissões das Mulheres de 30          |                   |
| 2000–01 | Isabel                                 | Princesa Isabel   |
| 2002    | Paixão de Cristo da Nova Jerusalém     | Maria             |
| 2002–03 | Com a Pulga Atrás da Orelha            | Madame Chandebise |
| 2005–07 | Achadas e Perdidas                     | 18 personagens    |
| 2009    | As Meninas                             |                   |
| 2013    | À Beira do Abismo Me Cresceram Asas    | Teresinha         |
| 2017–18 | A Esposa Ideal                         | Alice             |
| 2022    | O Pior de Mim                          | Maitê Proença     |

## Publicações
| Ano  | Título                                                    | Referências                                                                             |
| ---- | --------------------------------------------------------- | --------------------------------------------------------------------------------------- |
| 2015 | Entre Ossos Agora                                         | Escritora, Livro. PROENÇA, Maitê. Entre Ossos Agora. Rio de Janeiro: Record, 2015.      |
| 2018 | A Mulher de Bath – Adaptação do texto de Geoffrey Chaucer | Adaptação de Texto, Teatro. PROENÇA, Maitê. A Mulher de Bath. São Paulo: Giostri, 2018. |

## Prêmios e indicações
| Ano  | Associações                              | Categoria                          | Nomeações                   | Resultado | Ref.    |
| ---- | ---------------------------------------- | ---------------------------------- | --------------------------- | --------- | ------- |
| 1982 | Prêmio APCA de Televisão                 | Melhor Atriz Revelação — Televisão | As Três Marias (telenovela) | Venceu    | [ 100 ] |
| 1983 | Festival Internacional de Cinema de Cali | Melhor Atriz                       | História Passional          | Venceu    | [ 100 ] |
| 1984 | Rio Cine Fest                            | Melhor Atriz                       | Brasa Adormecida            | Venceu    | [ 100 ] |
| 1987 | Festival de Cinema e TV de Natal         | Melhor Atriz de Cinema             | A Dama do Cine Shanghai     | Venceu    | [ 100 ] |
| 1987 | Festival dos Melhores do Ano CineSesc    | Melhor Atriz                       | A Dama do Cine Shanghai     | Venceu    | [ 100 ] |
| 1995 | Festival de Cinema de Brasília           | Candango de Melhor Atriz           | 16060                       | Venceu    | [ 100 ] |
| 1997 | Festival de Cinema de Salvador           | Melhor Atriz                       | Vox Populi                  | Venceu    | [ 100 ] |
| 1998 | Brazilian Film Festival of Miami         | Melhor Atriz Coadjuvante           | A Hora Mágica               | Venceu    | [ 100 ] |
| 2000 | Prêmio Guarani de Cinema Brasileiro      | Melhor Atriz Coadjuvante           | A Hora Mágica               | Indicado  |         |
| 2000 | Prêmio Shell                             | Melhor Atriz                       | Isabel                      | Indicado  | [ 100 ] |
| 2001 | Prêmio Guarani de Cinema Brasileiro      | Melhor Atriz                       | Tolerância                  | Indicado  |         |
| 2009 | Prêmio Fieso                             | Melhor Atriz                       | Onde Andará Dulce Veiga?    | Indicado  | [ 100 ] |
| 2010 | Prêmio APTR de Teatro                    | Melhor Autora                      | As Meninas                  | Venceu    | [ 100 ] |
| 2022 | Prêmio Cesgranrio de Teatro              | Melhor Texto Nacional Inédito      | O Pior de Mim               | Indicado  | [ 102 ] |
| 2022 | Prêmio Cenym de Teatro                   | Melhor Monólogo                    | O Pior de Mim               | Indicado  | [ 103 ] |

## Vida pessoal
Lançou um livro em 2008, intitulado "Uma Vida Inventada", onde revela que teve seu primeiro namorado aos 16 anos, quando morava em Paris. Ele era um francês de 21 anos. Por descuido, após três meses de namoro, Maitê engravidou, e após diversas brigas que já vinham acontecendo, elas se agravaram devido a esta gestação inesperada, e ele decidiu que não a apoiaria, e após agredi-la, a abandonou grávida. Sem ter nenhuma condição emocional para ter um filho, ela fez um aborto em uma clínica local, e teve uma recuperação tranquila. Em entrevistas, Maitê revelou se sentir segura do que fez na época, por estar num país em que o aborto é legalizado, e principalmente, não se arrependeu do ato, informando que as mulheres precisam ter a liberdade do que fazer com sua vida e com seu próprio corpo. A atriz teve diversos namorados. Em 1982, já de volta ao Brasil há alguns anos, decidiu viver com o noivo, Paulo Marinho, ex-marido de Odile Rubirosa. Eles viveram juntos 12 anos e da relação nasceu sua única filha, Maria, em outubro de 1990. Em 1995, teve um breve namoro com o colega de elenco Victor Fasano. De 1996 a 2000, morou com seu namorado, Edgar Moura. De 2004 a 2007, teve um relacionamento com o assessor de imprensa Rodrigo Paiva. Posteriormente, manteve um romance com o empresário carioca Toninho Dias Leite, e com o escritor português Miguel Sousa Tavares, além do empresário Alexandre Colombo, com quem ficou por dois anos, até 2011.
Embora tenha mantido uma união estável, dividindo a mesma casa com Edgar Moura, por 4 anos, e com Paulo Marinho, por 12 anos, descrito como "marido" em seu site pessoal, a atriz nunca se casou no civil com nenhum dos dois parceiros. Se o fizesse, deixaria de receber a pensão paga pela SPPREV – São Paulo Previdência, que recebe desde 1989, ano de falecimento do pai. Segundo dados divulgados pela Revista Época, em 2003 o valor da pensão era de cerca de R$ 13 mil, chegando a R$ 21,5 mil em 2008. O benefício é garantido pela lei complementar 180/1978, que determina que "A pensão atribuída ao incapaz ou inválido será devida enquanto durar a incapacidade ou invalidez e à filha solteira até o casamento." Segundo a reportagem, uma prática comum entre muitas mulheres é fazer apenas um casamento religioso, viver com maridos e ter filhos, mas sem registrar a relação oficialmente para não perder o benefício.
Em 24 de abril de 2020, anunciou que seria avó pela primeira vez, e que sua filha daria a luz em julho. Em novembro de 2021, Proença anunciou relacionamento com a musicista Adriana Calcanhotto, que terminou em outubro de 2022. Apesar do último relacionamento, Maitê recusa o rótulo de bissexual.

### Controvérsias
Em outubro de 2009, circulou pela internet um vídeo feito, em 2007, para o programa Saia Justa, em que a atriz faz alguns comentários satíricos circulando por ruas e monumentos de Portugal. Junto à fonte do claustro do Mosteiro dos Jerônimos, o vídeo mostra a atriz cuspindo dentro da fonte. A atriz — em seu blog — diz que estava apenas imitando a estátua da fonte ao lado, que jorra água pela boca. Após a sua exibição em telejornais portugueses, o vídeo gerou revolta de parte do público que exigiu da parte dela, através de um abaixo-assinado online, um pedido de desculpas formais. A retratação da atriz foi feita em 13 de outubro do mesmo ano e reiterada. A direção do canal GNT do Brasil também apresentou suas desculpas formais pelo sucedido.

Em fevereiro de 2020, se envolveu em questões sobre política com a atriz Regina Duarte, que publicou em seu Instagram com fotos de diversos atores, entre elas uma de Maitê, que teriam apoiado a ida de Regina para a Secretaria Especial da Cultura. Maitê Proença e outros atores do post publicaram mensagens pedindo a retirada de suas imagens e que não apoiavam o governo Jair Bolsonaro pois, segundo eles, é o que a publicação de Regina dava a entender. "Eu também NÃO GOSTEI de ter sido usada em uma montagem q dá a entender o apoio a um governo que nao aprovo. Que fique claro. Nao aprovo este governo mas apoiarei até à morte o direito de quem pensa diferente de mim", diz a publicação de Maitê Proença.